# OpenDyslexic
OpenDyslexic è una famiglia di caratteri tipografici progettata per mitigare alcuni degli errori di lettura comuni causati dalla dislessia e migliorare la leggibilità dei testi. Il font è stato creato da Abelardo González, che lo ha rilasciato con licenza open source e include gli stili normale, grassetto, corsivo, grassetto-corsivo e i caratteri a spaziatura fissa.
Come in altri caratteri tipografici utilizzati per la dislessia, in particolare Dyslexie, OpenDyslexic contribuisce alla ricerca sulla dislessia e costituisce un aiuto alla lettura. Non è un cura per la dislessia
Nel 2012, Gonzalez ha spiegato le motivazione alla BBC: "Avevo visto font simili, ma a quel tempo erano assolutamente inaccessibili e impraticabili in termini di costi."

## Caratteristiche

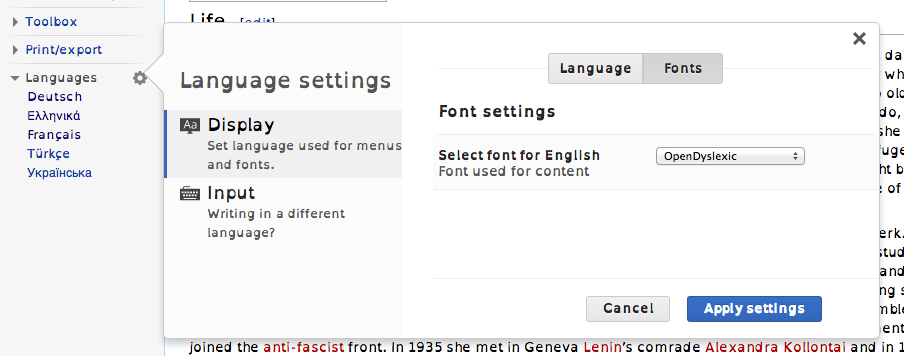
Esempio di OpenDyslexic nel selettore dei font di Wikipedia

La caratteristica principale del font OpenDyslexic è di avere la base dei caratteri rinforzata ed evidenziata, in modo da facilitare la lettura ai soggetti dislessici ed evitare che le lettere vengano percepite ruotate o riflesse con la conseguenza di essere confuse con altre.
Esistono anche altri font della stessa tipologia, tra cui ad esempio Dyslexie.

## Disponibilità
È possibile selezionare OpenDyslexic per la visualizzazione dei testi di alcuni siti web, tra cui Wikipedia e Instapaper; inoltre il font è presente nell'eBook reader Kindle, distribuito da Amazon e Kobo, in Italia da Mondadori e nei terminali Android e iOS. Nell'editoria stampata (prevalentemente in lingua inglese), il font è utilizzato per qualche libro per bambini e in ristampe di classici della letteratura.

## Ricerche sull'argomento
Lo sviluppo di OpenDyslexic è stato ispirato ed è stato indirizzato da alcune ricerche sulla leggibilità dei testi, tra le quali:
- Eric Michael Weisenmiller, A Study of the Readability of On-Screen Text[11]
- Marco Zorzi, Chiara Barbiero, Andrea Facoetti, Isabella Lonciari, Marco Carrozzi, Marcella Montico, Laura Bravar, Florence George, Catherine Pech-Georgel, Johannes C. Ziegler, Extra-large letter spacing improves reading in dyslexia[12]
- Tablet PCs – An Assistive Technology for Students With Reading Difficulties[13]
- Lynette Penney, Typefaces for Dyslexia[14]